# Ataque hacker à Record
O Ataque hacker à Record foi revelado no dia 8 de outubro de 2022, quando o programa Fala Brasil foi tirado do ar. Este foi o maior ataque hacker contra uma emissora de televisão do mundo. A emissora ficou sem acesso ao seu acervo de programação, Ibope, e-mails, internet e intranet. Foi feito um pedido de resgate, e caso a Record não cumpra, os hackers anunciaram um ataque DDoS e o conteúdo será vendido na dark web. A Record, no entanto, conseguiu copiar os dados do arquivo e recuperaram acesso aos e-mails e à internet.

## Antecedentes
A ANSA, subsidiária da JBS, já havia sido hackeada em 2021, e a empresa pagou US$ 11 milhões para recuperar acesso aos dados dos clientes. Entre outras entidades hackeadas recentemente, estão o BRB e a Claro. A Globo também sofreu tentativa de ataque no início de outubro.
Este é o primeiro ataque hacker em grande escala contra uma emissora de televisão no mundo. Antes dele, o ataque mais próximo foi de hackers da Coreia do Norte contra a Sony Pictures, que levou a queda da presidente da empresa norte-americana.

## Ataque
O sistema central da Record (à época, RecordTV) em São Paulo sofreu um ciberataque, onde os hackers roubaram todo o acervo de reportagens pré-gravadas e quadros dos programas de auditório da emissora. Os funcionários também ficaram sem o acesso ao Ibope pelos celulares da emissora ou pelos dados consolidados da Kantar Media, e foi cortado o acesso à intranet. Também, foi bloqueado o acesso aos e-mails da empresa. Por isso, os hackers talvez tenham acesso a todos os e-mails já enviados e recebidos pelos funcionários. A internet também foi derrubada. Segundo informações do jornalista do Tecmundo Felipe Payão, o ataque foi realizado pelo ransomware BlackCat. Ele é um ransomware as a service (RaaS), ou seja, foi comprado pelos criminosos.

### Resgate
De acordo com o comunicado enviado à RecordTV, os hackers iriam cobrar US$ 7 milhões, mas deram um desconto válido até o dia 15, cobrando US$ 5 milhões. O valor deve ser pago em Bitcoin ou Monero. Eles também disseram que caso o valor seja pago, eles vão mostrar para a empresa como a invasão ocorreu e vão ajudar na descriptografia dos dados. Caso o valor não seja pago, os hackers realizariam um ataque DDoS e já estão procurando possíveis compradores do conteúdo na dark web.
No dia 16, dados começaram a ser vazados na deep web, incluindo planilhas de faturamento e o passaporte de uma estrela da emissora.

### Reação da Record
A Record acionou o Departamento de Crimes Cibernéticos. No dia 10, o departamento de Tecnologia e Segurança restaurou o acesso aos computadores e e-mail. No dia 12, o departamento de TI conseguiu fazer uma cópia dos dados sequestrados.

## Impacto
A princípio, a emissora não se pronunciou. O ataque se tornou público no dia 8 de outubro, quando a RecordTV tirou o programa Fala Brasil do ar por volta das 9h06 e exibiu a série Todo Mundo Odeia o Chris no lugar. A programação ao vivo foi suspensa em São Paulo, Minas Gerais e Distrito Federal, e voltou apenas com A Escola do Amor. O Balanço Geral foi ao ar, mas não conseguiu passar reportagem que havia prometido sobre visita ao Leleco Barbosa, passou mais conteúdo policial e enviou os jornalistas para a 25 de março e o evento Brasil Game Show. No dia seguinte, alguns dos programas substituíram convidados, adaptaram as pautas ou fizeram compilados de programas anteriores que estavam guardados em mídia física, como pendrives e cartões de memória. O Domingo Espetacular conseguiu salvar as duas principais reportagens da semana. O programa Vai Dar Namoro exibiu apenas reprises. O Hora do Faro conseguiu mostrar apenas a entrevista com Rosiane Pinheiro. O programa perdeu para a Eliana no SBT de 6,7 a 6,3 pontos. O Câmera Record também foi afetado.
As novelas e programas da Igreja Universal não foram afetados. Isso porque as novelas também são armazenadas em outros bancos de dados, como os das produtoras envolvidas, e a Igreja Universal possui seus próprios arquivos de armazenamento de dados, que estão isolados da emissora. O portal de notícias R7 também não foi atingido.
Surgiram boatos de que a TV Cultura e o SBT também haviam sido hackeados, o que foi negado por ambas. Mesmo assim, as emissoras e a Globo redobraram a segurança.

### Críticas
A Record foi criticada por não ter backup da programação.